# Тереклав
Терекла́в (крим. Tereklav) — річка в Україні, у Євпаторійському районі Автономної Республіки Крим.

## Опис
Довжина річки приблизно 11 км, найкоротша відстань між витоком і гирлом — 10,44  км, коефіцієнт звивистості річки — 1,05 . Формується багатьма безіменними струмками та загатами.

## Розташування
Бере початок у селищі Олександрівці (крим. Oleksandrivka) — село (до 2009) . Тече переважно на північний захід через села Ключове (до 1948 — Кара-Чора, крим. Qara Çora) , Багайли (крим. Bağaylı)  і впадає у озеро Багайли.
Населені пункти вздовж берегової смуги: Теплівка (до 1945 — Кюн-Тувга́н, крим. Kün Tuvğan) .

## Цікавий факт
- У селі Теплівка річку перетинає автошлях Т 0104 (автомобільний шлях територіального значення в Автономній Республіці Крим).